# Albania (ort i Santander, lat 5,76, long -73,92)
Albania är en ort i Colombia.   Den ligger i departementet Santander, i den centrala delen av landet, 130 km norr om huvudstaden Bogotá. Albania ligger 1 552 meter över havet och antalet invånare är 810.
Terrängen runt Albania är kuperad åt nordväst, men åt sydost är den bergig. Runt Albania är det ganska glesbefolkat, med 42 invånare per kvadratkilometer. Närmaste större samhälle är Chiquinquirá, 19,5 km sydost om Albania. I omgivningarna runt Albania växer i huvudsak städsegrön lövskog.